# (37559) 1985 UR
1985 يو أر (ويعرف أيضًا باسم (37559) 1985 يو أر وفق تسمية الكوكب الصغير) (بالإنجليزية: 1985 UR)‏ هو كويكب ضمن حزام الكويكبات؛ وترتيبه 37559 من حيث الاكتشاف.
اكتُشف هذا الجُرم الفلكي بواسطة Antonín Mrkos ‏ في 20 أكتوبر 1985.

## وصلات خارجية
- (37559) 1985 UR في قاعدة بيانات مختبر الدفع النفاث لأجرام النظام الشمسي الصغيرة

- الاكتشاف · مخطط المدار ·  العناصر المدارية · المعلمات المادية

- (37559) 1985 UR على موقع ويكي سكاي: DSS2, SDSS, GALEX, IRAS, Hydrogen α, X-Ray, Astrophoto, Sky Map, Articles and images